# Stan Nicholls
Stan Nicholls (n. 1949, Londra, Anglia, Regatul Unit) este un scriitor englez cel mai cunoscut pentru trilogia Orcii și continuarea acesteia Orcs: Bad Blood.